# Universal Soldier (Lied)
Universal Soldier ist ein Folksong, der 1965 in der Version von Donovan ein weltweiter Hit wurde.

## Entstehung
Das Antikriegslied wurde von der kanadischen Songwriterin Buffy Sainte-Marie geschrieben und zunächst 1964 auf ihrem Debütalbum It's My Way! veröffentlicht. Erst 1965 wurde es in der Version von Donovan ein Hit.

## Inhalt
Buffy Sainte-Marie sagte über das Lied: „Ich schrieb Universal Soldier im Purple Onion Coffee House in Toronto in den frühen sechziger Jahren; es handelt von der individuellen Verantwortung für den Krieg und davon, wie das alte feudale Denken uns noch alle umbringen wird.“ Sie habe das Lied aus der Sicht eines Studenten geschrieben, der einen Aufsatz für seinen Professor schreibt, mit dem er nicht ganz einer Meinung ist. Er hat dabei die Hoffnung, durch seinen Aufsatz die Sichtweise des Professors zu verändern. Sainte-Marie verkaufte die Verlagsrechte an dem Lied für einen „Hungerlohn“, wie sie in einem Interview sagte, später kaufte sie die Rechte für 25.000 Dollar zurück.
In den sechs Strophen des Liedes wird ein Soldat dargestellt, der in dem Glauben handelt, dass er für den Frieden kämpft, dabei aber nie erkennt, dass er selbst ein Teil des Problems ist. Das Lied endet mit:
He’s the Universal Soldier

And he really is to blame.

His orders come from far away no more.

They come from here and there and you and me,

And brothers, can’t you see

This is not the way to put an end to war.

## Donovans Coverversion
1965 hatte das Lied die Aufmerksamkeit des Folksängers Donovan erregt, der es in einem ähnlichen Arrangement wie in der Originalaufnahme von Buffy Sainte-Marie aufnahm. In Donovans Version wurde Dachau zu Liebau abgeändert, wo sich ein Ausbildungszentrum für die Hitlerjugend befand. Seine Version wurde am 15. August 1965 im Vereinigten Königreich auf einer EP mit dem Titel The Universal Soldier veröffentlicht. Die EP erreichte Platz 5 der britischen Charts.
Das mangelnde Interesse am EP-Format in den Vereinigten Staaten führte dazu, dass Hickory Records den Song im September 1965 als Single veröffentlichte. Donovans Coverversion von Universal Soldier wurde mit Bert Janschs Do You Hear Me Now? aus der britischen EP als B-Seite veröffentlicht. Donovans US-Veröffentlichung von Universal Soldier wurde ebenfalls ein Hit, der höher als seine vorherige Single Colours in die Charts einstieg und schließlich Platz 53 in den Billboard Hot 100 erreichte. Dieser Erfolg veranlasste Hickory Records dazu, den Song auf der US-Version von Donovans zweitem Album Fairytale zu veröffentlichen und damit die Coverversion von Bert Janschs Oh Deed I Do zu ersetzen.

## Weitere Coverversionen
- Glen Campbell (#45 US, #16 AUS, #4 SWE)
- The Highwaymen
- Chumbawamba
- Heikki Harma, 1965, Text auf Finnisch, Titel: Palkkasoturi
- Boudewijn de Groot, Text auf Niederländisch, Titel: De eeuwige soldaat
- Juliane Werding, Text auf Deutsch, Titel: Der ewige Soldat
- Ámmun Johnskareng, Text auf Samisch, Titel: Máilmmálaš soalddát
- Bettina Wegner, Text auf Deutsch, Titel: Soldaten
- Toni Vescoli, Text auf Schweizerdeutsch, Titel: De-r-eewig Soldat
- Mariusz Zadura, Text auf Polnisch, Titel: Żołnierz tego świata
- Lobo, 1974 auf dem Album Just a Singer
- First Aid Kit, 2011 auf Jack Whites Album Third Man Records

## Andere Versionen
1965 veröffentlichte Jan Berry (von Jan und Dean) The Universal Coward als Single, die den gegenteiligen Standpunkt zu Universal Soldier darstellt. Dies wurde von der Antikriegsbewegung heftig kritisiert.